# Bezirk Gurkfeld
Der Bezirk  Gurkfeld (slowenisch: okraj Krško) war ein Politischer Bezirk im Kronland Krain. Der Bezirk umfasste mit den Gebieten der Gerichtsbezirke Gurkfeld (Krško), Nassenfuß (Mokronog), Ratschach (Radeče) und Landstraß (Kostanjevica) Teile der Unterkrain und musste im Zuge des Vertrags von Saint-Germain 1919 wie das gesamte Kronland an Jugoslawien abgetreten werden. 